# Aart Vierhouten
Aart Vierhouten (Ermelo, 19 marzo 1970) è un dirigente sportivo ed ex ciclista su strada olandese. Professionista dal 1996 al 2009, ha vinto il Noord Nederland Tour 2006 e si è piazzato terzo in una tappa del Giro d'Italia 2004.

## Palmarès
- 1993 (Dilettanti)

Classifica generale Tour de la Province de Liège
Internatie Reningelst
2ª tappa Tour du Hainaut (Celles > Braine-le-Comte)
- 1994 (Dilettanti)

1ª tappa Tour des Régions Wallonnes (Frameries > Wattrelos)
9ª tappa Tour des Régions Wallonnes
- 1996 (Rabobank, due vittorie)

Rund um Rhede
7ª tappa Teleflex Tour (Valkenburg aan de Geul > Schijndel)
- 1997 (Rabobank, una vittoria)

2ª tappa Rheinland-Pfalz-Rundfahrt (Montabaur > Bad Marienberg)
- 2000 (Rabobank, una vittoria)

Groningen-Münster
- 2006 (Skil-Shimano, due vittorie)

1ª tappa Ster Elektrotoer (Schijndel > Nuth)
Noord Nederland Tour

### Altri successi
- 1993 (Dilettanti)

Drielandenomloop
- 1998 (Rabobank)

Criterium Aalsmeer
- 2004 (Lotto-Domo)

Ridderronde Maastricht
- 2007 (Skil-Shimano)

Criterium Zandvoort
- 2008 (P3 Transfer-Batavus)

Ronde van Zuid-Oost Friesland

## Piazzamenti

### Grandi Giri
- Giro d'Italia

2000: fuori tempo massimo (14ª tappa)
2002: 104º
2003: ritirato (9ª tappa)
2004: 109º
2005: non partito (13ª tappa)
- Tour de France

1998: 88º
2002: non partito (8ª tappa)
2004: fuori tempo massimo (16ª tappa)
- Vuelta a España

1997: 89º
1999: 82º

### Classiche monumento
- Milano-Sanremo

1997: 117º
1998: 151º
2003: 125º
2004: 113º
- Giro delle Fiandre

2000: 42º
2001: 26º
2002: 99º
2003: ritirato
2004: 36º
2005: 39º
2002: 46º
2007: 30º
2009: 55º
- Parigi-Roubaix

1997: 18º
1998: 25º
2000: 38º
2001: 31º
2002: 18º
2003: 57º
2004: 34º
2005: 73º
2006: 16º
2007: ritirato
2009: 69º

### Competizioni mondiali
- Campionati del mondo su strada

Lugano 1996 - In linea Elite: ritirato
San Sebastián 1997 - In linea Elite: 15º
Valkenburg 1998 - In linea Elite: 65º
Verona 1999 - In linea Elite: ritirato
Plouay 2000 - In linea Elite: 77º
Zolder 2002 - In linea Elite: 142º
- Giochi olimpici

Atlanta 1996 - In linea: 56º